# Cerdistus olympianus
Cerdistus olympianus là một loài ruồi trong họ Asilidae. Cerdistus olympianus được Janssens miêu tả năm 1959. Loài này phân bố ở vùng Cổ Bắc giới.